# Olexandr Bilanenko
Olexandr Viktorovych Bilanenko (en ucraniano: Олександр Вікторович Біланенко; Sumy, 8 de enero de 1978) es un deportista ucraniano que compitió en biatlón.
Ganó una medalla de plata en el Campeonato Mundial de Biatlón de 2011 y cuatro medallas en el Campeonato Europeo de Biatlón entre los años 2002 y 2006.

## Palmarés internacional
| Campeonato Mundial | Campeonato Mundial      | Campeonato Mundial | Campeonato Mundial |
| Año                | Lugar                   | Medalla            | Prueba             |
| ------------------ | ----------------------- | ------------------ | ------------------ |
| 2011               | Janty-Mansisk (Rusia)   | Medalla de plata   | Relevo             |
| Campeonato Europeo |                         |                    |                    |
| Año                | Lugar                   | Medalla            | Prueba             |
| 2002               | Kontiolahti (Finlandia) | Medalla de plata   | Relevo             |
| 2003               | Forni Avoltri (Italia)  | Medalla de oro     | Individual         |
| 2005               | Novosibirsk (Rusia)     | Medalla de plata   | Relevo             |
| 2006               | Langdorf (Alemania)     | Medalla de plata   | Relevo             |